# 36 (album)
Pour les articles homonymes, voir 36 (homonymie).
Albums de Perturbazione
Waiting to Happen
(1998) In circolo
(2002)
36 est un EP du groupe piémontais Perturbazione, sorti en 1998 sur le label Beware! Records. C'est leur premier opus en italien.

## Liste des titres
| No | Titre | Durée |
| -- | --- | ----- |
| 1. | Lontano da qui | 5:00  |
| 2. | Domenica interno notte | 3:57  |
| 3. | Fake B-Movie Star | 3:20  |
| 4. | Ti voglio laureato, raffinato, anticonformista quanto basta, con un forte senso dell'umorismo, del nord, dolcissimo, molto dolce | 1:19  |
| 5. | La corda di vetro | 3:55  |
| 6. | Dal silenzio | 2:53  |